# Nobels fredspriskonsert
Nobels fredspriskonsert (Fredspriskonserten) är sedan 1994 en årlig konsert som hålls en till två dagar efter nobelprisutdelningen i Oslo till ära för årets vinnare av Nobels fredspris. Vanligtvis är två kända personligheter värdar och konferencierer för konserten. Fredspristagaren brukar hålla ett kort tal.
Sedan 2015 har konserten hållits i Telenor Arena. Sedan starten har en populärkonsert arrangerats, med undantag för 1995 då en klassisk konsert gick av stapeln. 2018 ställdes konserten in på grund av dålig ekonomi. Istället hölls en alternativ konsert med enbart norska artister. 2019 hölls ingen konsert alls och man meddelade att formatet skulle göras om.

## Deltagare

### Värdar/konferencierer
- Erik Bye (1994)
- Lise Fjeldstad (1996)
- Vigdís Finnbogadóttir (1997)
- Åse Kleveland (1998)
- Claus Wiese (1999)

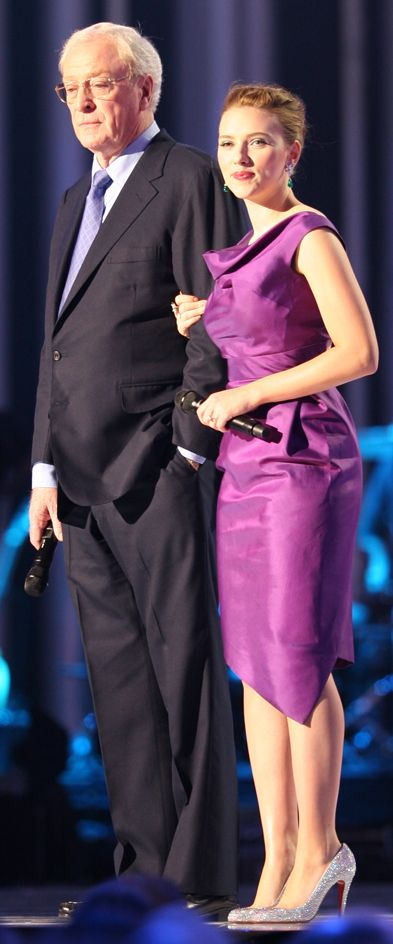
Michael Caine och Scarlett Johansson som konferencierer för Nobels fredspriskonsert 2008.

- Jane Seymour (inhoppare för Meryl Streep) (2000)
- Liam Neeson och Meryl Streep (2001)
- Anthony Hopkins och Jessica Lange (2002)
- Catherine Zeta-Jones och Michael Douglas (2003)
- Tom Cruise och Oprah Winfrey (2004)
- Julianne Moore och Salma Hayek (2005)
- Anjelica Huston och Sharon Stone (2006)
- Uma Thurman och Kevin Spacey (Tommy Lee Jones ställde in) (2007)
- Scarlett Johansson och Michael Caine (2008)
- Jada Pinkett Smith och Will Smith (2009)
- Anne Hathaway och Denzel Washington (2010)
- Helen Mirren och Rosario Dawson (2011)
- Sarah Jessica Parker och Gerard Butler (2012)
- Claire Danes och Aaron Eckhart (2013)
- Queen Latifah (2014)
- Jay Leno (2015)
- Conan O'Brien (2016)
- David Oyelowo (2017)

### Artister
| - Mari Boine - Nusrat Fateh Ali Khan - Ole Edvard Antonsen - Ofra Haza - Sigvart Dagsland - Sinéad O'Connor - Sondre Bratland - Angélique Kidjo - Annbjørg Lien - Jan Garbarek och Angelite - Joan Osborne - Morten Harket - Solveig Kringlebotn - Sondre Bratland - Sølvguttene - Tata-Mai-Lau - Anne Grete Preus - Boyz II Men - Emmylou Harris - Harry Connick Jr. - Jewel - Mariah Carey - Nils Petter Molvær - Sinéad O'Connor - Sølvguttene - Youssou N'Dour - a-ha - Alanis Morissette - The Cranberries - Elton John (på video) - Enrique Iglesias - Espen Lind - Hariprasad Chaurasia - James Galway och Phil Coulter - Oumou Sangaré - Pandit Shivkumar Sharma ?? - Phil Collins - Shania Twain - Sølvguttene - Willard White - A1 - Bryan Ferry - The Corrs - Denyce Graves - Ismaël Lô - Ladysmith Black Mambazo - Ole Edvard Antonsen och Kringkastingsorkestret - Secret Garden - Sting - Tina Turner - Bon Jovi - Bryn Terfel - Eros Ramazzotti - Femi Kuti - Lee Ann Womack - Moby - Natalie Cole - Sissel Kyrkjebø - Sumi Jo - Westlife - a-ha - Anastacia - Barbara Hendricks - Daniela Mercury - Destiny's Child - International Children's Choir - Jan Garbarek - Kodo - Natalie Imbruglia - Paul McCartney - Russell Watson - Wyclef Jean - Youssou N'Dour - Kringkastingsorkestret dirigerad av Paul Bateman - Angélique Kidjo - Hall & Oates - Jennifer Lopez - Jessye Norman - Joaquín Cortés - Josh Groban - Laura Pausini - Mari Boine - Michelle Branch - Santana - Sissel Kyrkjebø - Suede - Willie Nelson - Kringkastingsorkestret dirigerad av Paul Bateman - Aretha Franklin - Angela Gheorghiu - Orchestra Baobab - Carly Simon - The Cardigans - The Chieftains och Rosanne Cash - Craig David - Jan Werner Danielsen - The Kamkars - Lene Marlin - Roberto Alagna och Angela Gheorghiu - Robert Plant och Strange Sensation - Tim McGraw - Kringkastingsorkestret dirigerad av Martin Yates - Hearts In Motion Gospel Choir | - Andrea Bocelli - Baaba Maal - Chris Botti - Cyndi Lauper - Diana Krall - Joss Stone - Patti LaBelle - The Polyphonic Spree - Sondre Lerche - Suzanna Owíyo - Tony Bennett - Kringkastingsorkestret dirigerad av Martin Yates - Damien Rice - Duran Duran - Gladys Knight och Bubba Knight - Juanes - Katherine Jenkins - Katie Melua - Madrugada och Ane Brun - Ska Cubano - Sugababes - Westlife och Rolf Løvland och Fionnuala Sherry - Yo-Yo Ma - Kringkastingsorkestret dirigerad av Martin Yates - Hakim - John Legend - Lionel Richie - Monica Yunus (dotter till vinnaren) - Morten Abel - Nrityanchal - Paulina Rubio - Renée Fleming - Rihanna - Simply Red - Wynonna - Yusuf (Cat Stevens) - Kringkastingsorkestret dirigerad av Nick Ingman - Earth, Wind & Fire - Melissa Etheridge - Morten Harket - Juanes - Junoon - Alicia Keys - Annie Lennox - KT Tunstall - Kylie Minogue - Tine Thing Helseth - Kringkastingsorkestret dirigerad av Nick Davies - Iver Kleive - Robyn - Jason Mraz foch Magne Furuholmen - The Script - Marit Larsen - Il Divo - Dierks Bentley och Marit Larsen - Julieta Venegas - Seun Kuti och Egypt 80 - Elina Vähälä - Diana Ross - Kringkastingsorkestret dirigerad av Nick Davies - Wyclef Jean - Toby Keith - Donna Summer - Luis Fonsi - Amadou & Mariam - Alexander Rybak - Esperanza Spalding - Lang Lang - Natasha Bedingfield - Westlife och Ragnhild Hemsing - Kringkastingsorkestret dirigerad av Nick Davies och Jens Wendelboe - Hearts In Motion Gospel Choir - A. R. Rahman och Gulrez Khan - Herbie Hancock och Kristina Train, India.Arie och Greg Phillinganes - India.Arie och Idan Raichel - Colbie Caillat - Florence and the Machine och Ruth Potter - Robyn - Sivert Høyem - Barry Manilow - Jamiroquai - Kringkastingsorkestret dirigerad av Nick Davies - Young Norwegian Strings - Hearts In Motion Gospel Choir - Janelle Monáe - Angélique Kidjo - Evanescence - Ahmed Fathi - Ellie Goulding - Jill Scott - Jarle Bernhoft - Sugarland - David Gray - World Youth Choir - Miatta Fahnbulleh - Kringkastingsorkestret dirigerad av Nick Davies - Hearts In Motion Gospel Choir - Susanne Sundfør - Karpe Diem och Maria Mena - Laleh Pourkarim - Jennifer Hudson - Kylie Minogue - Seal - Fanfare Ciocărlia - OqueStrada - Ne-Yo - Il Volo - Milow - Kringkastingsorkestret dirigerad av Nick Davies och Cliff Masterson - Mary J. Blige - James Blunt - Envy - Zara Larsson - Morrissey - Jake Bugg - Timbuktu och Vinni - Omar Souleyman - Kringkastingsorkestret dirigerad av Nick Davies - Gospelkören Mosaic | - Gabrielle Leithaug - Seinabo Sey - Steven Tyler - Ustad Rahat Fateh Ali Khan - Laura Mvula - Girls of the World - Amjad Ali Khan - Bolly Flex - Kringkastingsorkestret dirigerad av Nick Davies - Gospelkören Mosaic - A-ha - Aurora Aksnes - Kygo - Jason Derulo - Emel Mathlouthi - MØ - Parson James - Maty Noyes - Kurt Nilsen - Kringkastingsorkestret - Gospelkören Mosaic - Halsey - Highasakite - Icona Pop - Juanes - Marcus & Martinus - Sting - Kringkastingsorkestret - Gospelkören Mosaic - John Legend - Zara Larsson - Sigrid Raabe - Matoma - Lukas Graham - Adam Douglas - Shy Martin - Becky Hill - Le Petit Cirque - Kringkastingsorkestret - Gospelkören Mosaic |

### Alternativ konsert 2018
2018 ställdes fredspriskonserten in på grund av bristande ekonomi. Istället arrangerades en enklare utomhuskonsert med enbart norska artister dit pristagarna bjöds in. Konferencierer för konserten var Kåre Magnus Bergh och Silje Nordnes. Uppträdde gjorde bland annat Wenche Myhre, Matoma, Eivind Buene och Amanda Delara.